# 13937 Roberthargraves
13937 Roberthargraves este un asteroid din centura principală de asteroizi.

## Descriere
13937 Roberthargraves este un asteroid din centura principală de asteroizi. A fost descoperit pe 2 august 1989 la Observatorul Palomar de Carolyn S. Shoemaker și Eugene M. Shoemaker. Asteroidul prezintă o orbită caracterizată de o semiaxă mare de 2,54 ua, o excentricitate de 0,24 și o înclinație de 29,6° în raport cu ecliptica.